# Jean của Luxembourg
Jean (Jean Benoît Guillaume Robert Antoine Louis Marie Adolphe Marc d'Aviano; 5 tháng 1 năm 1921 – 23 tháng 4 năm 2019) là Đại công tước xứ Luxembourg từ năm 1964 cho đến khi thoái vị vào năm 2000. Ông là Đại công tước Luxembourg đầu tiên có cha là người gốc Pháp đến từ Vương tộc Borbone-Parma.
Jean là con trai cả của Nữ Đại công tước Charlotte và Thân vương Felix. Giáo dục tiểu học của Jean ban đầu ở Luxembourg, trước khi theo học tại trường Ampleforth College ở Vương quốc Anh. Năm 1938, ông chính thức được phong làm Đại công tử kế vị với tư cách là người thừa kế ngai vàng của Luxembourg. Trong khi Luxembourg bị quân Đức chiếm đóng trong Thế chiến thứ hai, đại gia đình công tước đã phải sống lưu vong ở nước ngoài. Jean học tại Đại học Laval ở Thành phố Quebec, Canada. Jean sau đó tình nguyện gia nhập Lực lượng Vệ binh Ireland của quân đội Anh vào năm 1942, và sau khi tốt nghiệp Học viện Quân sự Hoàng gia Sandhurst, nhận nhiệm vụ vào năm 1943. Ông tham gia cuộc đổ bộ Normandy và Trận Caen, đồng thời gia nhập lực lượng Đồng minh để giải phóng Luxembourg. Từ năm 1984 đến năm 2000, ông là Đại tá Trung đoàn Vệ binh Ireland.
Vào ngày 9 tháng 4 năm 1953, Jean kết hôn với Vương nữ Joséphine-Charlotte của Bỉ và có với nhau 5 người con. Vào ngày 12 tháng 11 năm 1964, Nữ Đại công tước Charlotte thoái vị và Jean kế vị bà làm Đại công tước Luxembourg. Sau đó, ông trị vì 36 năm trước khi thoái vị vào ngày 7 tháng 10 năm 2000 và được con trai ông, Đại công tử Henri kế vị.